# Леонов, Сергей Иванович
Серге́й Ива́нович Лео́нов (1913 — неизвестно) — советский футболист, вратарь.
За свою карьеру Леонов успел поиграть только за ЦДКА. Стал победителем осеннего чемпионата Москвы 1935. Первый матч в чемпионате СССР сыграл 23 мая 1936 года против ленинградской «Красной Зари». В 1940 году покинул команду мастеров и перешёл в клубную команду (фарм-клуб) ЦДКА. Судьба до и после периода игры за «армейцев» неизвестна. Предположительно пропал без вести во время Великой Отечественной войны.